# Aelurillus v-insignitus morulus
Aelurillus v-insignitus morulus es una subespecie de araña araneomorfa del género Aelurillus, tribu Aelurillini, familia Salticidae. La especie fue descrita científicamente por Simon en 1937.
Se sabe que posee patas de color pardo rojizo con pelos grises y blancos. La subespecie se distribuye por Europa: Francia.